# Urial
 (décembre 2023).
La mise en forme du texte ne suit pas les recommandations de Wikipédia : il faut le « wikifier ».
Les points d'amélioration suivants sont les cas les plus fréquents. Le détail des points à revoir est peut-être précisé sur la page de discussion.
- Les titres sont pré-formatés par le logiciel. Ils ne sont ni en capitales, ni en gras.
- Le texte ne doit pas être écrit en capitales (les noms de famille non plus), ni en gras, ni en italique, ni en « petit »…
- Le gras n'est utilisé que pour surligner le titre de l'article dans l'introduction, une seule fois.
- L'italique est rarement utilisé : mots en langue étrangère, titres d'œuvres, noms de bateaux, etc.
- Les citations ne sont pas en italique mais en corps de texte normal. Elles sont entourées par des guillemets français : « et ».
- Les listes à puces sont à éviter, des paragraphes rédigés étant largement préférés. Les tableaux sont à réserver à la présentation de données structurées (résultats, etc.).
- Les appels de note de bas de page (petits chiffres en exposant, introduits par l'outil «  Source ») sont à placer entre la fin de phrase et le point final[comme ça].
- Les liens internes (vers d'autres articles de Wikipédia) sont à choisir avec parcimonie. Créez des liens vers des articles approfondissant le sujet. Les termes génériques sans rapport avec le sujet sont à éviter, ainsi que les répétitions de liens vers un même terme.
- Les liens externes sont à placer uniquement dans une section « Liens externes », à la fin de l'article. Ces liens sont à choisir avec parcimonie suivant les règles définies. Si un lien sert de source à l'article, son insertion dans le texte est à faire par les notes de bas de page.
- La présentation des références doit suivre les conventions bibliographiques. Il est recommandé d'utiliser les modèles {{Ouvrage}}, {{Chapitre}}, {{Article}}, {{Lien web}} et/ou {{Bibliographie}}. Le mode d'édition visuel peut mettre en forme automatiquement les références.
- Insérer une infobox (cadre d'informations à droite) n'est pas obligatoire pour parachever la mise en page.

Pour une aide détaillée, merci de consulter Aide:Wikification.
Si vous pensez que ces points ont été résolus, vous pouvez retirer ce bandeau et améliorer la mise en forme d'un autre article.
Ovis vignei
Espèce
Statut CITES
L'Urial (Ovis vignei) est un mammifère de la famille des Bovidés, et de la sous-famille des Caprinés. C'est un mouflon sauvage vivant dans l'est de l'Iran, en Asie centrale, en Afghanistan, au Pakistan et dans l'ouest de l'Inde.

## [1]Caractéristiques physiques
L'urial mesure entre 110 et 150 cm pour une hauteur au garrot comprise entre 80 et 100 cm environ.
Il est facilement reconnaissable avec ses longues cornes recourbées vers l'arrière en forme de faucille.
Son pelage est de couleur brun à rougeâtre avec le ventre blanc. Les mâles possèdent une longue frange de poils sous la poitrine.

## Comportement
L'urial vit en petit groupe comprenant quelques congénères. Animal plutôt craintif, il est actif le matin et le soir et préfère se reposer dans un endroit isolé le reste de la journée.

### Alimentation
Mammifère herbivore, l'urial mange principalement  des herbes, des buissons et des arbustes.

## Longévité
L'urial a une espérance de vie moyenne comprise entre 8 et 12 ans à l'état sauvage.
Ses prédateurs sont la panthère des neiges et le loup gris.

## Menaces
L'urial a été classé comme une espèce vulnérable par l'UICN. Ses principales menaces aujourd'hui sont le braconnage, comme le montre par exemple une étude consacrée aux ongulés du Parc national du Golestan, et la destruction de son habitat naturel.

## Sous-espèces[3]
- O. v. arkal : Iran, Kazakhstan, Turkménistan et Ouzbékistan.
- O. v. bocharensis : Tadjikistan, Turkménistan et Ouzbékistan
- O. v. cycloceros (incluant l'ancien blanfordi) : Afghanistan, Pakistan, Turkménistan
- O. v. punjabiensis : Népal Inde
- O. v. severtzovi : Ouzbékistan. Cette sous-espèce appartient peut-être en fait à Ovis ammon, et devrait alors être considérée comme Ovis ammon severtzovi

|  |  |

## Populations
Selon des recensements de 1997 et 1998, les populations sauvages seraient de :
- O. v. arkal : < 11 000
- O. v. bocharensis : < 1 200
- O. v. cycloceros (incluant blanfordi) : > 12 000
- O. v. punjabiensis : < 2 000
- O. v. severtzovi : > 2 000